# Beobachtungs- und ABC-Meßstelle
Beobachtungs- und ABC-Meßstellen (BAMSt) gehörten zur Führung im Katastrophenschutz nach Maßgabe des Bundes. Sie waren also Teil des Zivil- bzw. Bevölkerungsschutzes. Die Beobachtungs- und ABC-Meßstellen waren für die Meldung von Waffenwirkungen (konventioneller Art oder ABC-Waffeneinsatz) sowie Wetterhilfsbeobachtungen für den Führungsstab bzw. den Warndienst zuständig. Sie arbeiteten auch eng mit den ABC-Melde- und Auswerte-Stellen zusammen.
Jede Beobachtungs- und ABC-Meßstelle umfasste einen Truppführer und drei ABC-Helfer/Kraftfahrer (Gesamtstärke: -/1/3/4). Eine Beobachtungs- und ABC-Meßstellen verfügte über einen Pkw. Zur Ausstattung gehörten ein Fernsprech-Tischapparat, zwei Feldfernsprecher, Leuchten, ein Kompass, Fernrohr, Windgeschwindigkeitsmesser, Strahlendosimeter, Dosisleistungsmessgerät, eine Spürausstattung für chemische Agenzien, Meldetasche sowie Schreib- und Kartenmaterial.
Dieses Bundeskonzept für eine Beobachtungs- und ABC-Meßstelle existiert gemäß dem Gesetz zur Neuordnung des Zivilschutzes (ZSNeuOG) heute nicht mehr.